# Жарли (Тегісшилдіцький сільський округ)
Жарли́ (каз. Жарлы) — село у складі Каркаралінського району Карагандинської області Казахстану. Входить до складу Тегісшилдіцького сільського округу.
Населення — 204 особи (2021; 337 у 2009, 622 у 1999, 998 у 1989).
Національний склад станом на 1989 рік:
- казахи — 65 %;
- німці — 25 %.